# Morris E. Leeds
Morris Evans Leeds (* 6. März 1869 in Philadelphia; † 8. Februar 1952) war ein US-amerikanischer Elektrotechniker.
Nachdem er 1888 am Haverford College seinen Bachelor of Science erworben hatte, studierte er 1892/93 an der Berliner Friedrich-Wilhelms-Universität Physik.
1920 erhielt er ein Patent auf seinen pneumatischen PI-Regler.
Er wurde mit der Edward Longstreth Medal (1920) und der IEEE Edison Medal (1948) ausgezeichnet. 1939 wurde er in die American Academy of Arts and Sciences gewählt.